# Ludwig Zukschwerdt

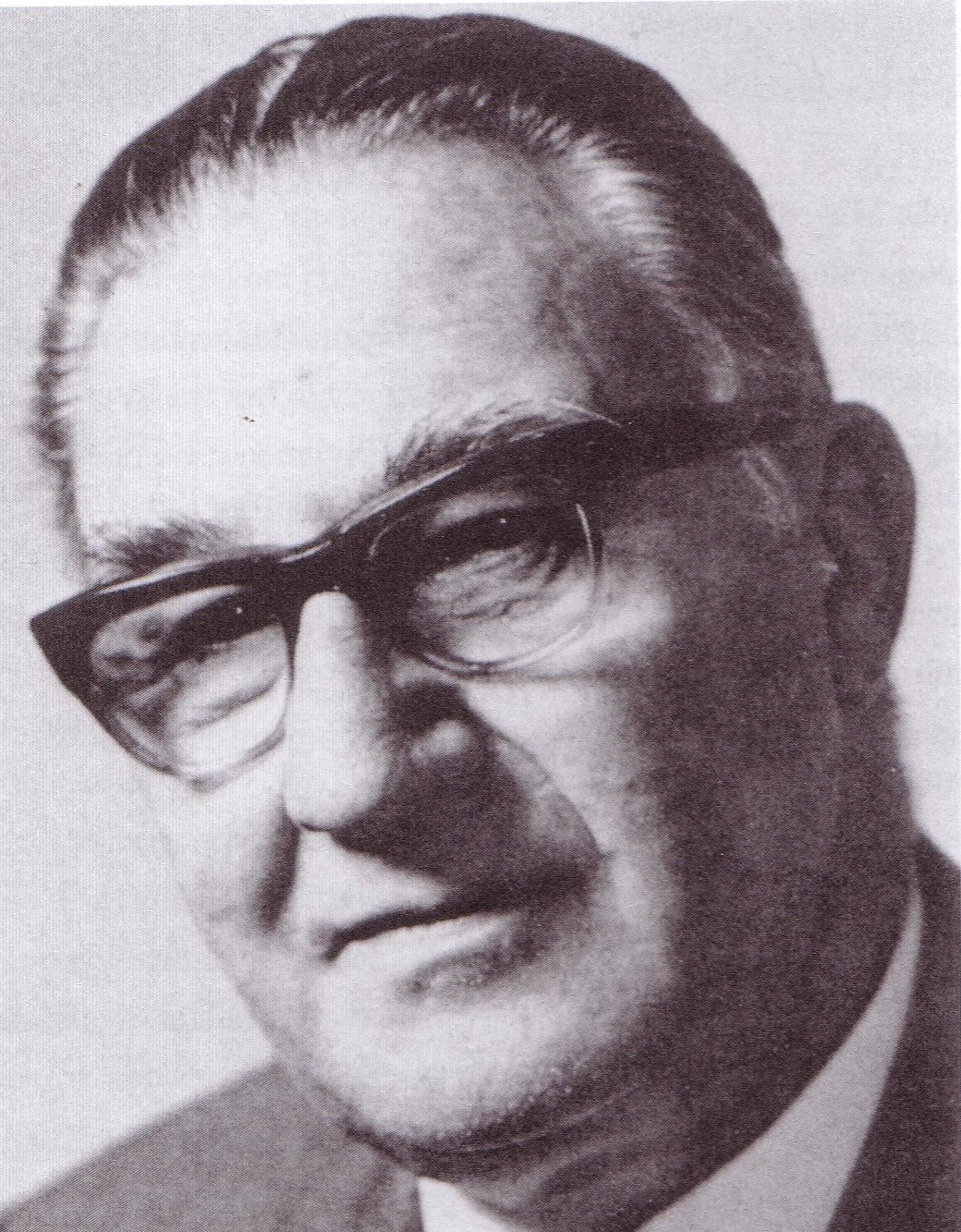
Ludwig Zukschwerdt

Ludwig Zukschwerdt (* 7. Februar 1902 in Stuttgart; † 20. August 1974 in Hamburg) war ein deutscher Chirurg, Generalarzt und Hochschullehrer.

## Leben
Zukschwerdt absolvierte nach dem Abitur ein Studium der Medizin in Tübingen. Seit 1920 war er Mitglied der Studentenverbindung Lichtenstein Tübingen.  Seit 1931 habilitierter Privatdozent an der Ruprecht-Karls-Universität Heidelberg, wurde er 1936 a.o. Professor. 1937 trat er in die Nationalsozialistische Deutsche Arbeiterpartei und die Schutzstaffel ein. Zukschwerdt wurde 1939 Chefarzt am Krankenhaus Bruchsal. Im  Zweiten Weltkrieg erhielt er 1941 einen Lehrstuhl an der Reichsuniversität Straßburg. Zugleich SS-Staffelarzt, war er beratender Chirurg der Luftflotte 3. Nach Eugen Haagen forschte er zur Hepatitis. Nach Kriegsende war er bis 1948 in US-amerikanischer Internierung. Während der  Kriegsgefangenschaft in Le Havre war er im Zentrallazarett für Lungenchirurgie tätig, wo er ein Verfahren zur „Entschwartung“ der Lunge entwickelte. Nach Entlassung aus der Kriegsgefangenschaft war er als Professor z. Wv. Leiter der Chirurgischen Abteilung bei den Zentralkliniken in Göppingen. Ab 1954 war er Chefarzt am Städtischen Krankenhaus in Bad Oeynhausen. Von Anfang April 1955 bis 1968 war er Ordinarius an der Universität Hamburg und als Nachfolger von Albert Lezius Direktor der Chirurgischen Klinik im Universitätskrankenhaus Hamburg-Eppendorf. Im allgemeinen Fortschritt der Chirurgie hat Zukschwerdt die Spezialisierung in seiner Klinik eingeleitet. Die Kinderchirurgie überließ er Inge Petersen, die – wie Ilse Krause in Ost-Berlin – ihrem Fach den Weg bereitete. In der Herzchirurgie begann Georg-Wilhelm Rodewald mit Operationen am offenen Herzen. Die Anästhesiologie wurde als Abteilung eingerichtet und bekam einen eigenen Lehrstuhl, der mit Karl Horatz besetzt wurde. Auch die Urologie bildete unter Herbert Klosterhalfen fortan eine eigene Klinik. Ferner gründete Zukschwerdt die Abteilung für Blutgerinnungsstörungen, die erste „ihrer Art in der Welt“. 1968 wurde die Chirurgische Klinik um eine Intensivstation für Herz- und Gefäßchirurgie erweitert.
1966 wurde er Präsident der Deutschen Gesellschaft für Chirurgie. 1956, 1960 und 1967 leitete er die 78., 86. und 100. Tagung der Vereinigung Nordwestdeutscher Chirurgen. Als Nachfolger von Rudolf Jürgens war Zukschwerdt 1960–1967 Vorsitzender des Hamburger Symposions über Blutgerinnung. Nachfolger als Ordinarius und Direktor der Chirurgischen Klinik wurde 1968 sein langjähriger Oberarzt Friedrich Stelzner.
Zukschwerdt zeigte zudem Interesse an der Chiropraktik und förderte die Etablierung der Manuellen Medizin in Deutschland.

## Ehrungen
- Ehrenmitglied der Vereinigung Nordwestdeutscher Chirurgen (1966)[10]
- Ehrenmitglied der Deutschen Gesellschaft für Chirurgie (1971)
- Wahl in die Deutsche Akademie der Naturforscher Leopoldina (1972)